# Paul Wendkos
Paul Wendkos, né le 20 septembre 1925 à Philadelphie, en Pennsylvanie, mort le 12 novembre 2009 à Malibu, en Californie, est un producteur, réalisateur et scénariste américain.

## Filmographie

### Réalisateur
- 1957 : Le Cambrioleur (The Burglar)
- 1958 : Police vendue à Brooklyn (en) (The Case Against Brooklyn)
- 1958 : Bitter Heritage (TV)
- 1958 : L'Homme à la carabine (The Rifleman) (série TV)
- 1958 : Tarawa, tête de pont (Tarawa Beachhead)
- 1959 : Gidget
- 1959 : Le Salaire de la haine (Face of a Fugitive)
- 1959 : Law of the Plainsman (série TV)
- 1959 : La Bataille de la mer de Corail (Battle of the Coral Sea)
- 1960 : Le Mal d'être jeune (Because They're Young)
- 1961 : Angel Baby (en)
- 1961 : Gidget à Hawaï (Gidget Goes Hawaiian)
- 1961 : The Dick Powell Show (en) (série TV)
- 1961 : Le Jeune Docteur Kildare (Dr. Kildare) (série TV)
- 1963 : Gidget à Rome (Gidget Goes to Rome)
- 1963 : L'Homme à la Rolls (Burke's Law) (série TV)
- 1965 : A Man Called Shenandoah (série TV)
- 1965 : Honey West (série TV)
- 1965 : Les Mystères de l'Ouest (The Wild Wild West) (série TV)
- 1966 : Johnny Tiger
- 1967 : Les envahisseurs - Saison 1 (The Invaders - Season 1) (série TV)
- 1968 : Attaque sur le mur de l'Atlantique (Attack on the Iron Coast)
- 1968 : Hawaii Five-O: Cocoon (TV)
- 1968 : Hawaï police d'État (Hawaii Five-O) (série TV)
- 1969 : Le Miroir de la mort (Fear No Evil) (TV)
- 1969 : Les Colts des sept mercenaires (Guns of the Magnificent Seven)
- 1970 : Commando de la mort (Hell Boats)
- 1970 : La Fraternité ou la Mort (The Brotherhood of the Bell) (TV)
- 1970 : Les Canons de Cordoba (Cannon for Cordoba)
- 1971 : Travis Logan, D.A. (TV)
- 1971 : Satan, mon amour (The Mephisto Waltz)
- 1971 : A Tattered Web (TV)
- 1971 : Tuer n'est pas jouer (A Little Game) (TV)
- 1971 : A Death of Innocence (TV)
- 1972 : The Delphi Bureau (en) (TV)
- 1972 : The Family Rico (TV)
- 1972 : Haunts of the Very Rich (en) (TV)
- 1972 : Footsteps (TV)
- 1972 : Strangers in 7A (TV)
- 1972 : The Woman I Love (TV)
- 1973 : À pleins chargeurs (Honor Thy Father) (TV)
- 1973 : Terreur sur la plage (Terror on the Beach) (TV)
- 1973 : Police Story (série TV)
- 1974 : The Underground Man (TV)
- 1975 : Archer (série TV)
- 1975 : La Légende de Lizzie Borden (The Legend of Lizzie Borden) (TV)
- 1975 : Death Among Friends (TV)
- 1976 : Dollars en cavale (en) (Special Delivery)
- 1977 : The Death of Richie (TV)
- 1977 : Secrets (TV)
- 1977 : Les Forces du mal (Good Against Evil) (TV)
- 1977 : Harold Robbins' 79 Park Avenue (feuilleton TV)
- 1978 : Betrayal (TV)
- 1978 : A Woman Called Moses (TV)
- 1979 : The Ordeal of Patty Hearst (TV)
- 1979 : Act of Violence (it) (TV)
- 1980 : Hagen (série TV)
- 1980 : The Ordeal of Dr. Mudd (TV)
- 1980 : Cri d'amour (A Cry for Love) (TV)
- 1981 : En plein cauchemar (The Five of Me) (TV)
- 1981 : Golden Gate (TV)
- 1982 : Farrell for the People (TV)
- 1983 : Cocaïne (Cocaine: One Man's Seduction) (TV)
- 1983 : Intimate Agony (TV)
- 1983 : Boone (série TV)
- 1983 : The Awakening of Candra (TV)
- 1984 : Celebrity (feuilleton TV)
- 1984 : Scorned and Swindled (TV)
- 1985 : The Execution (TV)
- 1985 : L'Ange du mal (The Bad Seed) (The Bad Seed) (TV)
- 1985 : Picking Up the Pieces (TV)
- 1986 : Rage of Angels: The Story Continues (TV)
- 1987 : Sister Margaret and the Saturday Night Ladies (TV)
- 1987 : Le Serment du sang (Blood Vows: The Story of a Mafia Wife) (TV)
- 1987 : Six Against the Rock (TV)
- 1987 : Right to Die (TV)
- 1988 : Le Détournement du vol 847 (The Taking of Flight 847: The Uli Derickson Story) (TV)
- 1988 : La Grande Évasion 2 (The Great Escape II: The Untold Story) coréalisé avec Jud Taylor (TV)
- 1989 : From the Dead of Night (TV)
- 1989 : La Croix de feu (Cross of Fire) (TV)
- 1990 : Confiance aveugle (en) (Blind Faith) (TV)
- 1990 : Haute corruption (Good Cops, Bad Cops) (TV)
- 1991 : Un homme aux abois (The Chase) (TV)
- 1991 : White Hot: The Mysterious Murder of Thelma Todd (TV)
- 1991 : Présumé Coupable (Guilty Until Proven Innocent) (TV)
- 1992 : Trial: The Price of Passion (TV)
- 1993 : Le Complot de la haine (Bloodlines: Murder in the Family) (TV)
- 1993 : Souvenir du Viêt-nam (Message from Nam) (TV)
- 1997 : Un mariage d'amour (A Match Made in Heaven) (TV)
- 1998 : Nobody Lives For Ever (TV)
- 1998 : Orage sur la tour de contrôle (A Wing and a Prayer) (TV)
- 1999 : Different (TV)

### Producteur
- 1976 : Stalk the Wild Child (TV)
- 1977 : Harold Robbins' 79 Park Avenue (feuilleton TV)

### Scénariste
- 1957 : Le Cambrioleur (The Burglar)